# Diocesi di Civitavecchia-Tarquinia

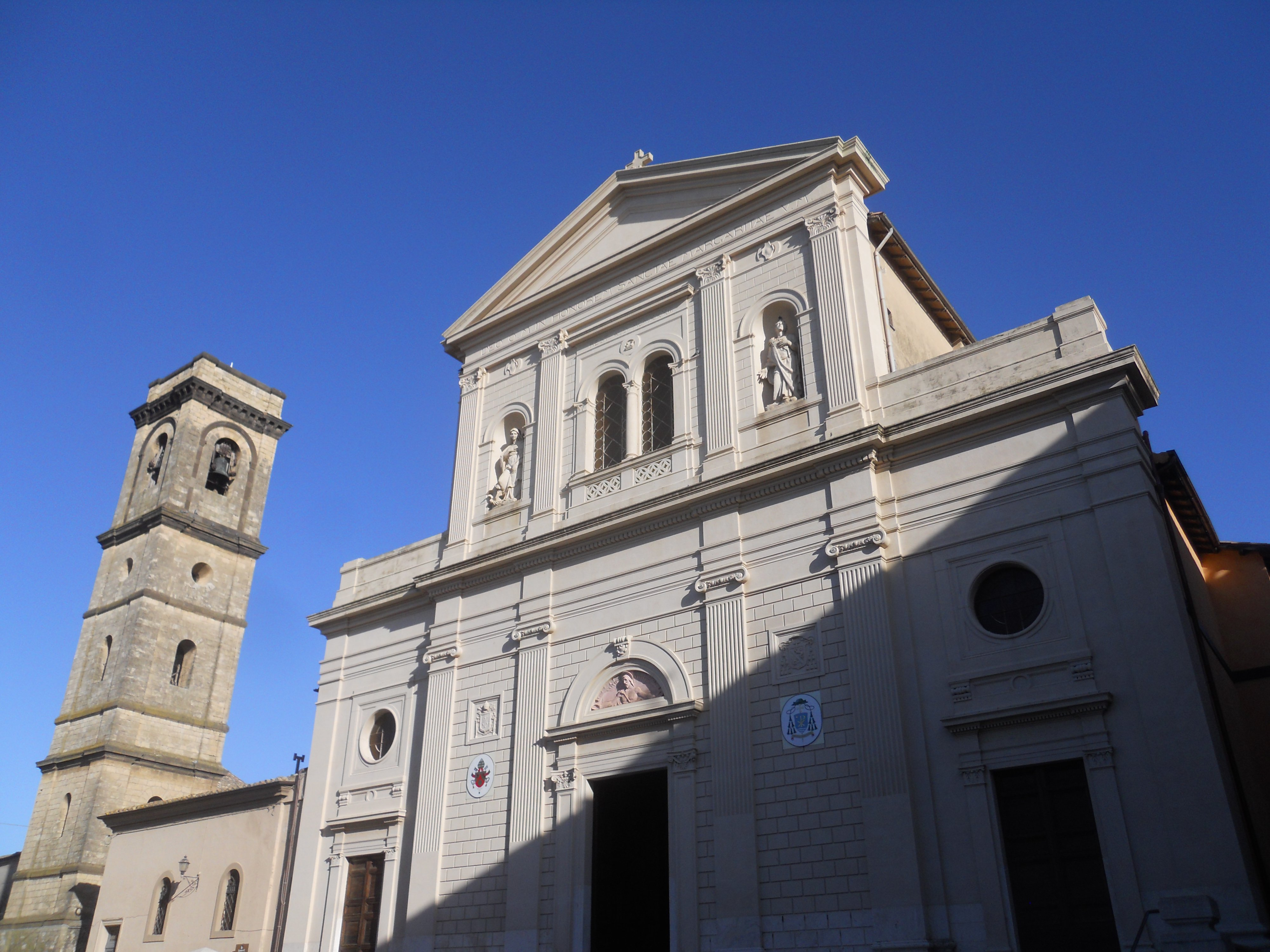
La concattedrale di Santa Margherita di Tarquinia.

La diocesi di Civitavecchia-Tarquinia (in latino Dioecesis Centumcellarum-Tarquiniensis) è una sede della Chiesa cattolica in Italia immediatamente soggetta alla Santa Sede appartenente alla regione ecclesiastica Lazio. Nel 2023 contava 103.000 battezzati su 106.000 abitanti. È retta dal vescovo Gianrico Ruzza.

## Territorio
La diocesi comprende sei comuni del Lazio a cavallo di due province: in provincia di Viterbo i comuni di Tarquinia, Monte Romano e Montalto di Castro; in provincia di Roma i comuni di Civitavecchia, Allumiere e Tolfa (eccetto la frazione di Santa Severa Nord che appartiene alla sede suburbicaria di Porto-Santa Rufina).
Sede vescovile è la città di Civitavecchia, dove si trova la cattedrale di San Francesco d'Assisi. A Tarquinia sorge la concattedrale di Santa Margherita.

### Parrocchie e zone pastorali
Il territorio si estende su 876 km² ed è suddiviso in 27 parrocchie, raggruppate in 2 zone pastorali:
- Zona pastorale di Civitavecchia, che comprende i comuni di Allumiere, Civitavecchia e Tolfa;
- Zona pastorale di Tarquinia, che comprende i comuni di Montalto di Castro, Monte Romano e Tarquinia.

## Storia
L'odierna diocesi è frutto dell'unione, stabilita nel 1986, di due antiche sedi episcopali: Civitavecchia (Centumcellae), attestata nel IV secolo e restaurata nel 1825; e Tarquinia, nota a partire dal V secolo e restaurata, con il nome di Corneto, nel 1435.

### Diocesi di Tarquinia
Tarquinia fu un'antica sede episcopale risalente almeno al V secolo. Di essa si conoscono tre vescovi: Apuleio, che partecipò al sinodo romano del 465; Proiettizio, presente al concilio lateranense indetto da papa Felice III nel 487; e Luciano, che presenziò al sinodo romano indetto da papa Simmaco nel 499 e forse anche a quello celebrato da papa Gelasio I nel 495. In seguito la città cadde in rovina e con essa scomparve anche la diocesi.
Nel IX secolo Tarquinia era una semplice parrocchia di campagna, la plebs Sanctae Mariae in Tarquinio nel territorium Corgnetanense, dipendente dal vescovo di Toscanella, come documentato da un diploma di papa Leone IV al vescovo tuscanese Virbono II (852). Il toponimo "Corneto" (Corgnetum o Cornietum), attestato a partire dall'VIII secolo, fa riferimento al nuovo abitato sorto nei pressi dell'antica Tarquinia. Nel suo territorio si trovava una cella Sanctae Mariae de Minione, documentata nell'857, mentre nel centro abitato sorgeva una ecclesia Sancti Fortunati de Corneto menzionata in un rescritto di papa Celestino III del 1196; l'unica chiesa con fonte battesimale era quella di Santa Maria de Castello, citata in una bolla di papa Onorio III del 1221.
Dal 1192 il territorio di Corneto fu sottomesso ai vescovi di Viterbo dopo che la diocesi di Tuscania fu unita a quella di Viterbo da papa Celestino III.
La diocesi di Corneto fu eretta il 5 dicembre 1435 con la bolla In supremae dignitatis di papa Eugenio IV, ricavandone il territorio dalla diocesi di Viterbo e Tuscania. La diocesi, comprensiva della sola città di Corneto, fu unita alla diocesi di Montefiascone, benché i territori delle due diocesi non fossero contigui.
Primo vescovo delle sedi unite fu Pietro Dell'Orto (1435-1438), trasferito dalla sede di Nepi. Il suo successore, Bartolomeo Vitelleschi, era nipote del potente cardinale Giovanni Maria Vitelleschi «artefice della elevazione di Corneto al rango di civitas e diocesi»; Bartolomeo portò a compimento la costruzione della cattedrale dei Santi Margherita e Martino, dove fece inumare le spoglie dello zio, e nel 1463 fece pubblicare le Constitutiones diocesanae, dalle quali «emergeva il magistero del Vescovo e la centralità della cattedrale, veniva definita con rigore la liturgia e anticipava, non soltanto nello spirito, la normalizzazione che un secolo più tardi darebbe uscita dal concilio di Trento».
Con la peste del 1504 incominciò per Corneto un lungo periodo di declino e nei due secoli successivi la città ebbe un notevole calo demografico. Nel 1710 furono scoperte a Corneto le reliquie di Santa Ferma, protettrice di Civitavecchia; il 25 marzo 1713 vennero solennemente esposte alla pubblica venerazione e poi tumulate nella cattedrale cornetana. Nel Settecento Corneto vide la presenza di santa Lucia Filippini e di san Paolo della Croce, che vi fondo l'eremo ed il convento delle Passioniste (1759 e 1771).

### Diocesi di Civitavecchia
La presenza di una comunità cristiana a Centumcellae risalirebbe almeno al III secolo. La città era il luogo d'esilio dei cristiani di alto rango; secondo la tradizione a Centocelle finì i suoi giorni in esilio papa Cornelio nel 253; ancora a Centocelle subirono il martirio i santi romani Secondiano, Veriano e Marcelliano ricordati nel martirologio geronimiano.
La diocesi è attestata per la prima volta agli inizi del IV secolo con il vescovo Epitetto I, che prese parte al concilio di Arles del 314. Nella seconda metà del secolo, la sede di Centocelle fu occupata da un vescovo ariano, Epitetto II, "eretico e servo dell'imperatore Costanzo II", secondo le parole di Lucifero di Cagliari, definito istrione da sant'Atanasio; fu tra i consacranti dell'antipapa Felice II e partecipò al concilio di Rimini del 359.
Sono noti vescovi di Centocelle fino all'XI secolo, con il vescovo Azzo, presente ai concili romani indetti da papa Benedetto IX nel 1036 e da papa Leone IX nel 1050. In seguito la diocesi, assieme a quella di Blera, fu unita alla diocesi di Tuscania; nella chiesa di san Pietro di Tuscania si fa menzione di Richardus, praesul Tuscanus, Centumcellicus atque Bledanus, chiaro segno che a quell'epoca (1093) le tre diocesi erano unite. È l'ultima menzione della diocesi di Centocelle. Quando nel 1192 la diocesi di Tuscania fu a sua volta unita a quella di Viterbo, il territorio di Centocelle, chiamato oramai Civitas vetula, entrò a far parte dei possedimenti dei vescovi viterbesi e tale rimase per i successivi sei secoli e mezzo.
La scoperta dell'allume, fondamentale nel campo della tintoria, nei monti della Tolfa a metà del XV secolo, diede una svolta nello sviluppo di Civitavecchia, con un considerevole aumento demografico; il suo porto, da cui partivano le navi cariche di allume per tutta l'Europa, divenne il porto privilegiato della marina da guerra pontificia e poi porto principale per merci, pellegrini e viaggiatori diretti a Roma; inoltre la città divenne sede di un governatore pontificio, mettendola dunque sullo stesso piano di Viterbo. Dal punto di vista religioso, la città comprendeva una sola parrocchia, la chiesa di Santa Maria, officiata dai Domenicani, a cui si aggiunse, all'inizio dell'Ottocento, la parrocchia di San Francesco, retta dai Conventuali.
Il 10 dicembre 1825, con la bolla De Dominici gregis, papa Leone XII istituì la diocesi di Civitavecchia, ricavandone il territorio dalla diocesi di Viterbo e Tuscania, e contestualmente la unì alla diocesi di Porto e Santa Rufina. A ricordo dell'antica sede di Centocelle, alla nuova diocesi fu assegnato il titolo ecclesiastico di dioecesis Centumcellarum.
Fu eretta a cattedrale la chiesa di San Francesco. Primo vescovo della diocesi di Civitavecchia fu il cardinale Bartolomeo Pacca, già titolare della chiesa di Porto e Santa Rufina.
Il 5 settembre 1850, in forza del decreto concistoriale Omnium Ecclesiarum sollicitudo, gli abitati di Tolfa e di Allumiere furono separati dalla diocesi di Sutri e annessi a quella di Civitavecchia.

### Diocesi di Civitavecchia-Tarquinia
Il 14 giugno 1854, con la bolla Romani Pontificis, papa Pio IX soppresse le precedenti unioni con Montefiascone e con Porto e Santa Rufina, ed unì tra loro aeque principaliter le diocesi di Corneto e di Civitavecchia. In ossequio all'antica successione dei vescovi di Corneto, a questa era concesso il privilegio del primo posto nella nuova denominazione di diocesi di Corneto e Civitavecchia e la precedenza nella cerimonia della presa di possesso.
Nel 1872 la città di Corneto assunse l'antico nome di Tarquinia e la diocesi di Corneto cambiò la denominazione in diocesi di Tarquinia.
Il 30 settembre 1986, in forza del decreto Instantibus votis della Congregazione per i vescovi, è stata stabilita la piena unione delle sedi di Tarquinia e di Civitavecchia, che ha portato alla nascita dell'odierna diocesi di Civitavecchia-Tarquinia.
La chiesa di Sant'Agostino, alla periferia di Civitavecchia, è meta di continui pellegrinaggi da quando ospita la Madonnina di Civitavecchia, statua che dal 2 febbraio al 15 marzo 1995, avrebbe per quattordici volte stillato lacrime di sangue; su questo presunto miracolo finora gli organi competenti della Santa Sede non si sono ancora pronunciati.
Nel 2001 è stato inaugurato a Tarquinia il "Museo diocesano Carlo Chenis", dedicato al vescovo Carlo Chenis e ospitato nei locali dell'ex palazzo vescovile tarquiniese, fatto edificare da Pompeo Aldrovandi tra il 1734 e il 1752.
Dal 12 febbraio 2022 è unita in persona episcopi alla sede suburbicaria di Porto-Santa Rufina.

## Cronotassi dei vescovi
Si omettono i periodi di sede vacante non superiori ai 2 anni o non storicamente accertati.

### Vescovi di Civitavecchia
- Epitetto I † (menzionato nel 314)[9]
  - Epitetto II † (prima del 356 - dopo il 359)[9] (vescovo ariano)
- Pascasio † (menzionato nel 487)[9]
- Molensio † (prima del 495 ? - dopo il 499)[9]
- Caroso † (menzionato nel 531)[9]
- Lorenzo † (menzionato nel 559)[9]
- Domenico I † (prima del 590 - dopo il 595)[9]
- Martino † (menzionato nel 649)
- Stefano † (menzionato nel 769)[10]
- Pietro I † (menzionato nell'826)
- Domenico II † (prima dell'853[11] - dopo l'861)
- Valentino † (menzionato nel 940 circa)
- Pietro II † (menzionato nel 1015)[12]
- Azzo † (prima del 1036 - dopo il 1050)[12]
- Riccardo † (menzionato nel 1093)[12]
  - Sede soppressa (XI secolo-1825)
  - Sede restaurata ed unita a Porto e Santa Rufina (1825-1854)

### Vescovi di Tarquinia
- Apuleio † (menzionato nel 465)[9]
- Proiettizio † (menzionato nel 487)[9]
- Luciano † (prima del 495 ? - dopo il 499)[9]
  - Sede soppressa
  - Sede restaurata con il nome di Corneto ed unita a Montefiascone (1435-1854)

### Vescovi di Montefiascone e Corneto
- Pietro dall'Orto † (12 dicembre 1435 - 6 marzo 1438 nominato vescovo di Massa e Populonia)
  - Valentino † (1438) (vescovo eletto)[13]
- Bartolomeo Vitelleschi † (17 marzo 1438 - 23 marzo 1442 deposto)
- Francesco Marerio † (23 marzo 1442 - 1449 deceduto)
- Bartolomeo Vitelleschi † (21 luglio 1449 - 13 dicembre 1463 deceduto) (per la seconda volta)
- Angelo Vitelleschi † (1464 - ?)
- Gisberto Tolomei † (1467 - 1479 deceduto)[14]
- Domenico della Rovere † (24 agosto 1479[15] - 22 aprile 1491 dimesso)
- Serafino Panuflazio † (1491 - 1496 deceduto)
- Giovanni Tolomei † (1496 - 27 aprile 1499 deceduto)
- Alessandro Farnese † (28 aprile 1499[16] - 23 marzo 1519 dimesso, poi eletto papa con il nome di Paolo III)
  - Lorenzo Pucci † (23 marzo 1519 - 13 aprile 1519 dimesso) (amministratore apostolico)
  - Ranuccio Farnese † (13 aprile 1519 - 1528 dimesso) (amministratore apostolico)
  - Guido Ascanio Sforza † (12 novembre 1528 - 1548 dimesso) (amministratore apostolico)
- Ubaldino Bandinelli † (4 giugno 1548 - circa 1550 dimesso)
  - Guido Ascanio Sforza † (circa 1550 - 1551 dimesso) (amministratore apostolico, per la seconda volta)
- Achille Grassi † (21 agosto 1551 - 1553 dimesso)
  - Guido Ascanio Sforza † (1553 - 1555 dimesso) (amministratore apostolico, per la terza volta)
- Carlo Grassi † (20 dicembre 1555 - 25 marzo 1571 deceduto)
  - Alessandro Farnese il Giovane † (1571 - 22 agosto 1572 dimesso) (amministratore apostolico)
- Ferdinando Farnese † (27 agosto 1572 - 30 marzo 1573 nominato vescovo di Parma)
- Francesco Guinigi † (8 aprile 1573 - giugno 1578 deceduto)
- Vincenzo Fucheri † (29 giugno 1578 - agosto 1580 deceduto)
- Girolamo Bentivoglio † (7 ottobre 1580 - 12 aprile 1601 deceduto)
- Paolo Emilio Zacchia † (14 maggio 1601 - 31 maggio 1605 deceduto)
- Laudivio Zacchia † (17 agosto 1605 - 13 maggio 1630 dimesso)
- Gasparo Cecchinelli † (13 maggio 1630 - 7 marzo 1666 deceduto)
- Paluzzo Paluzzi Altieri Degli Albertoni † (29 marzo 1666 - 19 maggio 1670 nominato arcivescovo di Ravenna)
- Domenico Massimo † (18 marzo 1671 - 31 dicembre 1685 deceduto)
- Marco Antonio Barbarigo † (7 luglio 1687 - 26 maggio 1706 deceduto)
- Sebastiano Pompeo Bonaventura † (15 novembre 1706 - 26 aprile 1734 deceduto)
- Pompeo Aldrovandi † (9 luglio 1734 - 6 gennaio 1752 deceduto)
- Saverio Giustiniani † (14 gennaio 1754 - 13 gennaio 1771 deceduto)
- Francesco Maria Banditi, C.R. † (30 marzo 1772 - 26 maggio 1775 dimesso)
- Giuseppe Garampi † (20 maggio 1776 - 4 maggio 1792 deceduto)
- Jean-Siffrein Maury † (21 febbraio 1794 - 24 marzo 1816 dimesso)
  - Sede vacante (1816-1820)
- Bonaventura Gazola, O.F.M.Ref. † (21 febbraio 1820 - 29 gennaio 1832 dimesso)
- Giuseppe Maria Velzi, O.P. † (2 luglio 1832 - 23 novembre 1836 deceduto)
- Gabriele Ferretti † (19 maggio 1837 - 2 ottobre 1837 nominato arcivescovo di Fermo)
- Filippo de Angelis † (15 febbraio 1838 - 27 gennaio 1842 nominato arcivescovo di Fermo)
- Nicola Mattei Baldini † (27 gennaio 1842 - 23 ottobre 1843 deceduto)
- Niccola Clarelli Parracciani † (22 gennaio 1844 - giugno 1854 dimesso)

### Vescovi di Corneto (Tarquinia) e Civitavecchia
- Camillo Bisleti † (23 giugno 1854 - 28 giugno 1868 deceduto)
- Francesco Giuseppe Gandolfi † (24 settembre 1868 - 24 gennaio 1882 dimesso)[17]
- Angelo Rossi † (24 gennaio 1882 - 14 ottobre 1906 deceduto)
- Giovanni Beda Cardinale, O.S.B. † (27 maggio 1907 - 3 febbraio 1910 nominato delegato apostolico nell'arcidiocesi di Perugia[18])
- Pacifico Fiorani † (10 marzo 1910 - 12 maggio 1917 nominato vescovo di Osimo e Cingoli)
- Luca Piergiovanni † (10 novembre 1917 - 21 settembre 1925 deceduto)
- Emilio Cottafavi[19] † (7 maggio 1926 - 7 aprile 1931 deceduto)
- Luigi Drago † (3 marzo 1932 - 4 novembre 1944 deceduto)
- Giulio Bianconi † (25 luglio 1945 - 11 settembre 1976 ritirato)
- Antonio Mazza † (11 settembre 1976 - 20 agosto 1983 nominato vescovo di Piacenza)
- Girolamo Grillo † (20 dicembre 1983 - 30 settembre 1986 nominato vescovo di Civitavecchia-Tarquinia)

### Vescovi di Civitavecchia-Tarquinia
- Girolamo Grillo † (30 settembre 1986 - 21 dicembre 2006 ritirato)
- Carlo Chenis, S.D.B. † (21 dicembre 2006 - 19 marzo 2010 deceduto)
- Luigi Marrucci † (25 novembre 2010 - 18 giugno 2020 ritirato)
- Gianrico Ruzza, dal 18 giugno 2020

## Statistiche
La diocesi nel 2023 su una popolazione di 106.000 persone contava 103.000 battezzati, corrispondenti al 97,2% del totale.
| anno | popolazione | popolazione | popolazione | presbiteri | presbiteri | presbiteri | presbiteri                | diaconi | religiosi | religiosi | parrocchie |
| anno | battezzati  | totale      | %           | numero     | secolari   | regolari   | battezzati per presbitero | diaconi | uomini    | donne     | parrocchie |
| ---- | ----------- | ----------- | ----------- | ---------- | ---------- | ---------- | ------------------------- | ------- | --------- | --------- | ---------- |
| 1949 | 66.949      | 66.949      | 100,0       | 23         | 22         | 1          | 2.910                     |         | 30        | 206       | 12         |
| 1969 | 76.098      | 77.008      | 98,8        | 76         | 41         | 35         | 1.001                     |         | 39        | 280       | 23         |
| 1980 | 78.000      | 78.700      | 99,1        | 77         | 36         | 41         | 1.012                     |         | 46        | 235       | 28         |
| 1990 | 85.000      | 88.000      | 96,6        | 62         | 35         | 27         | 1.370                     | 4       | 28        | 187       | 25         |
| 1999 | 136.000     | 151.100     | 90,0        | 78         | 49         | 29         | 1.743                     | 5       | 35        | 190       | 25         |
| 2000 | 136.000     | 151.100     | 90,0        | 76         | 46         | 30         | 1.789                     | 6       | 35        | 170       | 25         |
| 2001 | 130.000     | 140.000     | 92,9        | 66         | 44         | 22         | 1.969                     | 7       | 26        | 167       | 25         |
| 2002 | 82.000      | 85.000      | 96,5        | 70         | 44         | 26         | 1.171                     | 7       | 31        | 170       | 26         |
| 2003 | 82.000      | 85.000      | 96,5        | 77         | 49         | 28         | 1.064                     | 10      | 40        | 158       | 26         |
| 2004 | 82.000      | 85.000      | 96,5        | 68         | 48         | 20         | 1.205                     | 10      | 22        | 163       | 26         |
| 2006 | 82.752      | 85.746      | 96,5        | 68         | 47         | 21         | 1.216                     | 9       | 23        | 157       | 26         |
| 2013 | 103.870     | 106.870     | 97,2        | 72         | 47         | 25         | 1.442                     | 15      | 27        | 112       | 27         |
| 2016 | 106.200     | 109.100     | 97,3        | 73         | 50         | 23         | 1.454                     | 16      | 25        | 103       | 27         |
| 2019 | 103.800     | 106.700     | 97,3        | 71         | 48         | 23         | 1.461                     | 19      | 25        | 103       | 27         |
| 2021 | 103.660     | 106.660     | 97,2        | 68         | 45         | 23         | 1.524                     | 19      | 25        | 103       | 27         |
| 2023 | 103.000     | 106.000     | 97,2        | 78         | 57         | 21         | 1.320                     | 19      | 23        | 99        | 27         |

### Per la sede di Civitavecchia
- (LA) Ferdinando Ughelli, Italia sacra, vol. X, Venezia, 1722,  coll. 55-57.
- Francesco Lanzoni, Le diocesi d'Italia dalle origini al principio del secolo VII (an. 604), vol. I, Faenza, 1927,  pp. 519–521.
- Giuseppe Cappelletti, Le Chiese d'Italia dalla loro origine sino ai nostri giorni, vol. I, Venezia, 1844,  pp. 529–535.
- (LA) Paul Fridolin Kehr, Italia Pontificia, vol. II, Berolini, 1907,  pp. 200–203 (archiviato dall'url originale il 7 agosto 2016).
- (LA) Pius Bonifacius Gams, Series episcoporum Ecclesiae Catholicae, Graz, 1957,  pp. XI-XII.
- (LA) Bolla De Dominici gregis, in Bullarii romani continuatio, Tomo XVI, Romae, 1854,  pp. 363–366.

### Per la sede di Corneto/Tarquinia
- (LA)  Ferdinando Ughelli, Italia sacra, vol. I, seconda edizione, Venezia, 1717, coll. 975-990; vol. X, Venezia, 1722, coll. 169-170.
- Francesco Lanzoni, Le diocesi d'Italia dalle origini al principio del secolo VII (an. 604), vol. I, Faenza, 1927,  pp. 521–522.
- Giuseppe Cappelletti, Le Chiese d'Italia dalla loro origine sino ai nostri giorni, vol. V, Venezia, 1846,  pp. 649–689.
- (LA) Paul Fridolin Kehr, Italia Pontificia, vol. II, Berolini, 1907,  pp. 203–204 (archiviato dall'url originale il 7 agosto 2016).
- (LA) Pius Bonifacius Gams, Series episcoporum Ecclesiae Catholicae, Graz, 1957,  p. 706.
- (LA)  Konrad Eubel, Hierarchia Catholica Medii Aevi, vol. 2, p. 137-138 e 195; vol. 3, pp. 248–249; vol. 4, p. 247; vol. 5, pp. 112–274; vol. 6, pp. 294–295.
- (LA) Bolla In supremae dignitatis, in Bullarum diplomatum et privilegiorum sanctorum Romanorum pontificum Taurinensis editio, Vol. V,  pp. 18–20.